# Jyväskylä (Verwaltungsgemeinschaft)

Lage der Verwaltungsgemeinschaft Jyväskylä in Finnland

Die Verwaltungsgemeinschaft Jyväskylä (finnisch Jyväskylän seutukunta) ist eine von sechs Verwaltungsgemeinschaften (seutukunta) in der finnischen Landschaft Mittelfinnland. Zu ihr gehört das namensgebende Jyväskylä, die größte Stadt der Region, samt Umland. Insgesamt leben in dem Gebiet rund 165.000 Menschen. Die Region Jyväskylä gehört zu den Wachstumszentren in Finnland. So stieg in der Verwaltungsgemeinschaft zwischen 1995 und 2004 die Anzahl der Arbeitsplätze fast um ein Drittel.
Zur Verwaltungsgemeinschaft Jyväskylä gehören folgende sieben Städte und Gemeinden:
- Hankasalmi
- Jyväskylä
- Laukaa
- Muurame
- Petäjävesi
- Toivakka
- Uurainen